# Marc Gasparoni
Marc Gasparoni (né le 15 juillet 1959 à Paris) est un athlète français, spécialiste du 100 mètres.

## Biographie
Il participe aux Jeux olympiques de 1984, à Los Angeles. Demi-finaliste sur 100 m, il se classe sixième du relais 4 × 100 m en compagnie d'Antoine Richard, Jean-Jacques Boussemart et Bruno Marie-Rose, dans un temps de 39 s 10.
Il remporte le titre du 50 mètres lors des championnats de France en salle 1981.

## Palmarès
- Championnats de France d'athlétisme en salle :
  - vainqueur du 50 m en 1981

### Records
| Épreuve | Performance | Lieu | Date |
| ------- | ----------- | ---- | ---- |
| 100 m   | 10 s 36     |      | 1983 |